# هوارد هيكمان
هوارد هيكمان (بالإنجليزية: Howard Hickman)‏ هو كاتب سيناريو وكاتب مسرحي وكاتب ومخرج وممثل أمريكي، ولد في 9 فبراير 1880 في كولومبيا في الولايات المتحدة، وتوفي في 31 ديسمبر 1949 في سان أنسيلمو في الولايات المتحدة بسبب نوبة قلبية.

## أعمال

### أفلام
- (1934) هنا تأتي البحرية
- (1936) الفتاة البوهيمية
- (1936) امرأة سيئة السمعة
- (1936) وقت الميل
- (1937) مائة رجل وفتاة
- (1938) كنتاكي
- (1939) ذهب مع الريح[1][2]
- (1940) بداية العزف
- (1941) زهور وسط الغبار
- (1943) مشاهدة نهر الراين

## وصلات خارجية
- هوارد هيكمان على موقع IMDb (الإنجليزية)
- هوارد هيكمان على موقع ألو سيني (الفرنسية)
- هوارد هيكمان على موقع أول موفي (الإنجليزية)
- هوارد هيكمان على موقع قاعدة بيانات برودواي على الإنترنت (الإنجليزية)
- هوارد هيكمان على موقع قاعدة بيانات الأفلام السويدية (السويدية)
- هوارد هيكمان على موقع قاعدة بيانات الفيلم (الإنجليزية)
- هوارد هيكمان على موقع كينوبويسك (الروسية)